# Мулянка (річка)

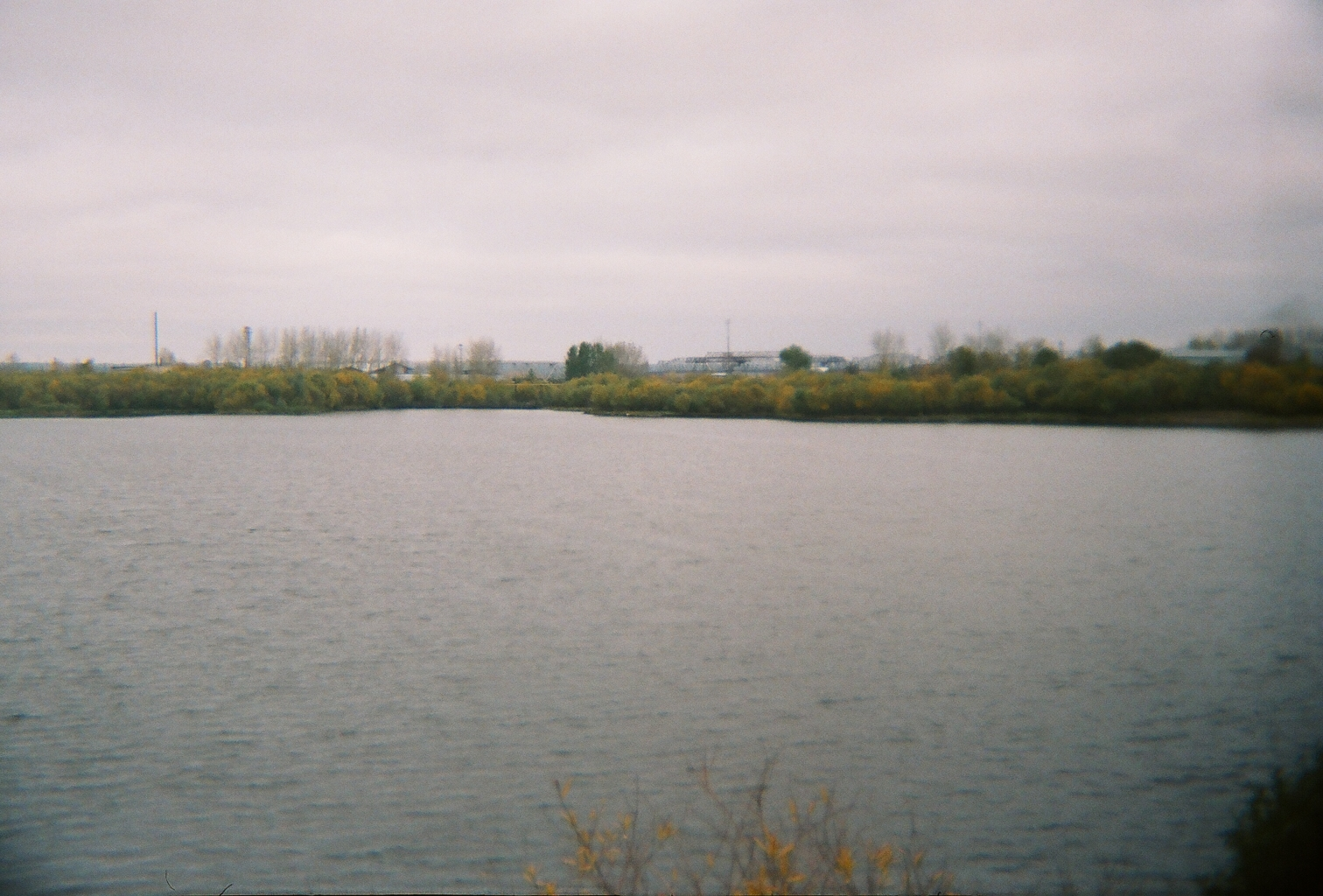
Вигляд на Мулянку з моста на вулиці Трамвайної

Муля́нка (рос. Мулянка) або Верхня Муля́нка (рос. Верхняя Мулянка) — мала річка в Пермському краї (у Європейській частині Росії), ліва притока Ками. Протікає територією Пермського району і західною околицею лівобережної частини Пермі (Індустріальний і Дзержинський райони). На берегах річки знаходиться село Верхні Мулли — один з найдавніших населених пунктів на території Пермі, зараз входить до складу міста. Гирло Мулянки розташоване в мікрорайоні Железнодорожний Дзержінського району Пермі.
Довжина Мулянки — 52 км, площа басейну — 460,7 км². Мулянка має 35 приток, найбільший з них — річка Пиж (ліва притока). Праві притоки: Маліновка, Каменка, Култаєвка.
Безліч мостів і гребель перетинає Мулянку. Її ширина сильно змінюється і в деяких місцях досягає 400 м.

## Історія
На відміну від більшості річок Пермського краю, топонімія яких вважається пермсько-фінно-угорськой, назви річок Верхня Мулянка і Нижня Мулянка походить від перського слова «мулла». Дослідники історії Пермського краю пов'язують це з татарським князем Маметкулом, який поселився в цій місцевості до або під час царювання Івана Лютого і був імамом або муллою. Його старший син, Урак-бей Маметкулов, жив на Верхній Мулянці, а молодший, Ірак-бей Сюндюк-бей Маметкулов — на Нижній Мулянці. Звідси і отримали назву ці річки, а також розташовані на них села Верхні Мулли і Нижні Мулли, відповідно. Давніші, дотюркські, назви цих річок не збереглися.
У 1722 році Георг Вільгельм де Геннін, керівник Уральських казенних заводів, і майстер Циммерман провели проби мідної руди з берегів Мулянки, в рамках підготовки до будівництва Егошихинського мідеплавильного заводу, на основі якого пізніше сформувалося місто Перм.

## Екологія
Протікаючи у межах міста Пермі і прилеглого до нього Пермського району, Мулянка піддається забрудненню промисловими і побутовими відходами: тваринницьких ферм, лісокомбінату, лакофарбного заводу і інших підприємств.

### Хімічний склад
Згідно з доповіддю Управління з охорони довкілля за 2004 рік, вода в Мулянці відноситься до другого-третього класу якості, а у верхів'ях, враховуючи зміст нітриту, заліза і кисню, — до 4-го класу, тобто навіть після попередньої обробки непридатна для пиття і рибництва. На річці відмічений несприятливий кисневий режим. Хімічне споживання кисню склало 40–70 міліграм/л при нормі 30 міліграм/л, біохімічне — 5,15–7,08 міліграм/л при нормі 5 міліграм/л. Вміст зважених речовин дорівнював 11–18 міліграм/л.
Концентрації домішок:
- аммонійний азот — 1–1,3 ГДК (до 1,5 в гирлі, до 1,8 в районі Верхніх Муллов);
- залізо — 3 ГДК;
- нафта — 1,2 ГДК (у гирлі);
- фенол — 1,5 ГДК (у гирлі).

### Стан бентофауни
Згідно з результатами досліджень, проведеними фахівцями ПДУ, забруднення Мулянки надає сильний негативний вплив на стан бентофауни. Найзабрудненіші середня і нижня частини Мулянки. Найбільше джерело забруднень — ТОВ «ЛУКОЙЛ-ПЕРМНЕФТЬ», відходи якого потрапляють в Мулянку через річку Пиж. Вміст нафтопродуктів у воді Мулянки в районі впадання в неї річки Пиж перевищує ГДК в 49,4 разу. У районі гирла вміст амонію перевищує ГДК в 1,3 разу, нітриту — в 2,5 разу, нафтопродуктів — в 2 рази. В результаті аналізу проб донної фауни було виявлено 75 видів тварин: малощетинкові черви (Oligochaeta) — 10 видів, п'явки (Hirudinea) — 2, черевоногі (Gastropoda) — 6, двостулкові (Bivalvia) — 2, комахи (Insecta) — 55. Розподіл макрозообентоса по ділянках річки:
| Ділянка річки | Кількість видів | Біомаса, г/м² | Чисельність, тис. екз./м² |
| ------------- | --------------- | ------------- | ------------------------- |
| Верхня течія  | 53              | 57,9          | 4,8                       |
| Середня течія | 23              | 11,8          | 1,2                       |
| Нижня течія   | 24              | 4,8           |                           |

### Дослідження юних екологів
У 2003 році група юних екологів з школи № 6 міста Пермі і школи сіла Култаєво в рамках реалізації проекту «Екологічний стан малих річок міста Пермі і приміської зони» виконали дослідження екологічного стану води річки Мулянка. Проби води були відібрані в районі сіла Култаєво і біля гирла річки в мікрорайоні Парковий. У екологічній лабораторії Кафедри хімії ПДПУ був проведений хімічний аналіз. Результати досліджень показали що хімічний склад води в Мулянке в межі міста і за його межами істотно розрізняється. Вміст фосфатів і заліза в нижній течії вище в 2 рази. Концентрація марганцю у верхній і нижній течії склала відповідно 1,7 ГДК і 2,3 ГДК. Отримані дані свідчать, що вода в річці Мулянка непридатна для пиття.
У 2005 році група учнів школи № 59, що брала участь в ДООГ—2005 [Архівовано 14 березня 2007 у Wayback Machine.] (Дистанційна повчальна олімпіада з географії), провело експеримент «Очищення води, з річки Мулянка». Результати експерименту представлені в таблиці:
| Вода                       | Перед очищенням     | Після відстоювання | Після фільтрування через пісок                                                                  | Після поглинання вугіллям |
| -------------------------- | ------------------- | ------------------ | ----------------------------------------------------------------------------------------------- | ------------------------- |
| Запах                      | легкий запах твані  | немає              | Дану стадію очищення не проводили, оскільки зразок води з р. Мулянки виявився достатньо чистим. | немає                     |
| Прозорість                 | мутнувата           | злегка каламутна   | Дану стадію очищення не проводили, оскільки зразок води з р. Мулянки виявився достатньо чистим. | прозора                   |
| Колір                      | жовтуватий відтінок | світла             | Дану стадію очищення не проводили, оскільки зразок води з р. Мулянки виявився достатньо чистим. | світла                    |
| Наявність крапель масла    | немає               | немає              | Дану стадію очищення не проводили, оскільки зразок води з р. Мулянки виявився достатньо чистим. | немає                     |
| Наявність твердих частинок | немає               | немає              | Дану стадію очищення не проводили, оскільки зразок води з р. Мулянки виявився достатньо чистим. | немає                     |
| Об'єм води                 | 100 мл              | 96 мл              | Дану стадію очищення не проводили, оскільки зразок води з р. Мулянки виявився достатньо чистим. | 85 мл                     |

За наслідками експерименту був зроблений висновок: «воду, узяту з річки Мулянка, можна очистити відстоюванням, фільтруванням і способом адсорбції». Робота цієї команди отримала Диплом ДООГ—2005 другою степені (ДООГ—2005: Підсумки [Архівовано 14 березня 2007 у Wayback Machine.]).